# Colville (Washington)
Colville az Amerikai Egyesült Államok északnyugati részén, Washington állam Stevens megyéjében elhelyezkedő város, a megye székhelye. A 2010. évi népszámlálási adatok alapján 4673 lakosa van.

## Történet
A Hudson’s Bay Company ügynökeként dolgozó John Work 1825-ben alapította meg Fort Colvile kereskedőhelyet, ezzel Spokane House és Flathead Post kereskedőpontok jelentősége csökkent.
A terület irányításából az amerikaiak is ki szerették volna venni a részüket; az oregoni határkérdést lezáró 1846-os oregoni egyezmény a Kanada–USA határvonalat a 49. szélességi fok mentén jelölte ki. A kereskedőpont az 1850-es és 1860-as évek aranyláza alatt bányászati és közlekedési központként működött. A kereskedőhelyet 1870-ig üzemeltették, de egyes épületek 1910-ig még álltak. A terület később a Columbia folyón épített gát által okozott áradás áldozata lett.
A Kettle Falls régészeti körzet 1974-ben került be a történelmi helyek jegyzékébe. Az 1960-as években egy újabb gát építése miatt a folyót leeresztették; a régészeti feltárások során számos, az indiánok korából származó leletet találtak.
1859-ben a hadsereg az öt kilométerre fekvő Pinkey City-ben létrehozta a Colville erődöt, amely 1882-ig üzemelt. Az 1871 végi határozattal Edward S. Salomon kormányzó az erőd és a mai város bizonyos területeit John Wynne-nek adta. Az első Stevens megyei települést 1883 januárjában alapította W. F. Hooker Belmont (más források szerint Belmond) néven, azonban később a név Colville-re változtatására kényszerült, így ez a település lehetett a megyeszékhely. A megyei közgyűlés 1883. december 28-i ülésén John U. Hofstetter és a képviselőtestület többi tagja arról döntöttek, hogy a megyeszékhely Pinkney City helyett Colville lesz, egyben a börtönt is ide költöztetik át, ha biztosítják számukra a hivatalok létrehozásához szükséges telkeket. 1884. január 1-jén a törvényszéket Colville-be helyezték át. A hagyomány szerint Colville alapítója John U. Hofstetter. A helység 1890. június 7-én kapott városi rangot.
Az 1950-es években létrehozták az 1961-ben megszüntetett Colville légitámaszpontot, melynek területét manapság paintballra használják.

## Éghajlat
A térségben a nagyobb mértékű hőmérséklet-ingadozás a jellemző; a nyarak melegek vagy forróak (és gyakran csapadékosak), a telek pedig hűvösek (néha kifejezetten hidegek). A város éghajlata kontinentális mediterrán (a Köppen-skála szerint Dsb).
| Hónap                         | Jan.  | Feb.  | Már.  | Ápr.  | Máj. | Jún. | Júl. | Aug. | Szep. | Okt.  | Nov.  | Dec.  | Év    |
| ----------------------------- | ----- | ----- | ----- | ----- | ---- | ---- | ---- | ---- | ----- | ----- | ----- | ----- | ----- |
| Rekord max. hőmérséklet (°C)  | 14,0  | 16,0  | 24,0  | 33,0  | 36,0 | 42,0 | 43,0 | 41,0 | 37,0  | 31,0  | 24,0  | 14,0  | 43,0  |
| Átlagos max. hőmérséklet (°C) | −0,4  | 3,9   | 10,8  | 17,5  | 22,0 | 25,5 | 30,7 | 29,8 | 24,3  | 15,8  | 5,8   | 0,9   | 15,6  |
| Átlagos min. hőmérséklet (°C) | −7,9  | −6,3  | −2,3  | 0,8   | 4,6  | 7,6  | 9,6  | 8,5  | 5,2   | 1,1   | −2,3  | −6,0  | 1,1   |
| Rekord min. hőmérséklet (°C)  | −34,0 | −34,0 | −19,0 | −11,0 | −4,0 | −2,0 | −1,0 | −2,0 | −7,0  | −16,0 | −24,0 | −31,0 | −34,0 |
| Átl. csapadékmennyiség (mm)   | 49    | 37    | 34    | 29    | 41   | 44   | 21   | 18   | 25    | 36    | 55    | 57    | 446   |
| Forrás:                       |       |       |       |       |      |      |      |      |       |       |       |       |       |

## Népesség
A 2010-es népszámláláskor a városnak 4673 lakója, 2043 háztartása és 1161 családja volt. A népsűrűség 584,9 fő/km2. A lakóegységek száma 2221, sűrűségük 278 db/km2. A lakosok 92,4%-a fehér, 0,1%-a afroamerikai, 2,1%-a indián, 0,9%-a ázsiai, 0,2%-a a Csendes-óceáni szigetekről származik, 1,2%-a egyéb, 3%-a pedig kettő vagy több etnikumú. A spanyol vagy latino származásúak aránya 3,8% (2,8% mexikói, 0,1% Puerto Ricó-i,  0,9% egyéb spanyol vagy latino származású.)
A háztartások 28,8%-ában élt 18 évnél fiatalabb. 40,1% házas, 12,8% egyedülálló nő, 3,9% egyedülálló férfi, 43,2% pedig nem család. 38,4% egyedül élt; 16,9%-uk 65 éves vagy idősebb. Egy háztartásban átlagosan 2,22 személy élt; a családok átlagmérete 2,95 fő.
A medián életkor 40,4 év volt. A város lakóinak 24%-a 18 évesnél fiatalabb, 7,7% 18 és 24 év közötti, 22,6%-uk 25 és 44 év közötti, 26,9%-uk 45 és 64 év közötti, 18,9%-uk pedig 65 éves vagy idősebb. A lakosok 45,8%-a férfi, 54,2%-a pedig nő.

## Fordítás
Ez a szócikk részben vagy egészben  a   Colville, Washington című angol Wikipédia-szócikk ezen változatának fordításán alapul.  Az eredeti cikk szerkesztőit annak laptörténete sorolja fel. Ez a jelzés csupán a megfogalmazás eredetét és a szerzői jogokat jelzi, nem szolgál a cikkben szereplő információk forrásmegjelöléseként.